# Cupiennius chiapanensis
La araña errante de Chiapas (Cupiennius chiapanensis) es un arácnido perteneciente a la familia Ctenidae del orden Araneae. Esta especie fue descrita por Medina en 2006. El nombre específico chiapanensis es epíteto del nombre del estado donde se encontró.
Por el tipo de coloración de los quelíceros y los hábitos propios de la especie es comúnmente confundida con la araña Phoneutria fera, la cual no se distribuye en la república Mexicana.

## Clasificación y descripción
Es una araña perteneciente a la familia Ctenidae del Orden Araneae. Esta especie se puede distinguir de otras especies del género por el color característico de los quelíceros los cuales están cubiertos en su mayoría de setas color rojo brillante en las hembras y setas color rojo pálido en los machos. La hembra tiene las placas laterales del epigínio curvadas en el interior. El pedipalpo del macho tiene el apófisis tibial triangular retrolateralmente si se ve de frente y cuadrado si se ve de lado, el apófisis embolar es largo y más delgado; el conducto es largo, solapándose con la apófisis terminal y la base embolar tiene claramente visible quillas a través de los bordes superior e inferior de su extensión.  La hembra tiene un largo total de 22 a 27 mm; el carapacho es marrón naranja a marrón oscuro con una banda media que comienza detrás de los ojos posteriomediales, alcanzando el borde posterior; la superficie está cubierta por cortas setas blancas, excepto en los pequeños puntos en el área ocular y detrás de los ojos posteriores laterales, setas negras y cortas cubren dichos puntos; los enditos negros con largas setas blancas a lo largo del borde anterior, con borde blanco, largas setas negras curvadas hacia abajo viniendo del borde lateral del endito; esternón marrón claro con bordes color negro, cubierto con largas setas mixtas de color negro con pequeñas setas blancas; coxa del mismo color que el esternón; opistosoma de un color general marrón grisáceo, cubierto con largas y gruesas setas blancas. Una banda negra en el medio con bordes sinuosos se sitúa sobre el dorso en el cual hay una corta banda de color blanco. Los lados del opistosoma son oscuros y están cubiertos con largas setas color café. La superficie ventral es café claro con una banda longitudinal negra, comenzando en el surco epigástrico y terminando en las espineretas y el área circundante. El macho mide de 7,6-23,6 mm de largo; carapacho color marrón naranja con una banda oscura en el medio, comenzando por detrás de los ojos posteriores mediales y llegando al borde posterior; la superficie está cubierta por cortas setas de color grisáceo, con solo dos líneas paralelas de color negro delineando la banda medial. Opistosoma de color general gris oscuro cubierto con setas marrón claro, excepto por algunos pequeños puntos que no tienen setas. La superficie ventral es gris claro con una banda negra que se origina en el surco epigástrico y termina en el área de las espineretas.

## Distribución
Esta especie solo ha sido registrada para el estado de Chiapas en México.

## Hábitat
Esta especie solo se ha colectado en el bosque de mangle en la Encrucijada en el estado de Chiapas.

## Estado de conservación
No se encuentra dentro de ninguna categoría de riesgo en las normas nacionales o internacionales.